# Marella Caracciolo
Marella Caracciollo (Florencia; 4 de mayo de 1927-Turín; 23 de febrero de 2019), fue una aristócrata y coleccionista de arte italiana. 
Estudió Arte en el Museo de Bellas Artes de París y vivió en Nueva York.
Estuvo casada con el presidente de la empresa Fiat, Gianni Agnelli.

## Biografía
Marella Caracciolo dei Principi di Castagneto nació en Florencia, Italia, en 1927. Era hija de un patricio napolitano, el octavo príncipe dei Castagneto y tercer duque de Melito, y de una madre norteamericana, Margaret Clarke. Marella creció en un entorno culto, refinado y conservador, rodeada de maravillosos jardines y esplendorosas villas, en las que nobles y expatriados norteamericanos mantenían interminables disquisiciones filosóficas.
Desde muy joven, Marella mostró un gran interés por el arte y la cultura, lo que la llevó a estudiar en el Museo de Bellas Artes de París. Posteriormente, pasó una temporada en Nueva York, donde trabajó para la revista Condé Nast con el fotógrafo Erwin Blumenfeld. Esta experiencia en la Gran Manzana le permitió conocer a personalidades influyentes del mundo de la moda y la cultura, lo que la convirtió en una mujer avanzada para su tiempo.
A pesar de su origen aristocrático, Marella siempre mantuvo una actitud humilde y sin ostentaciones, heredada de su madre. Esta elegancia natural y sencillez la acompañaría durante toda su vida, convirtiéndola en un icono de estilo y sofisticación en la sociedad italiana.

## Matrimonio
En la primavera de 1953, Marella regresó a Italia después de su estancia en Nueva York y París. Fue en este momento que conoció a Gianni Agnelli, el apuesto magnate, playboy y todopoderoso presidente de la Fiat, gracias a la hermana pequeña de este, Suria Agnelli, quien era su íntima amiga. El encuentro con Gianni fue amor a primera vista, y su boda, que tuvo lugar el 19 de noviembre de 1953, fue un evento de gran relevancia en la sociedad italiana.
La ceremonia se llevó a cabo en la capilla del Castillo de Osthoffen, a las afueras de Estrasburgo, donde el padre de Marella trabajaba como secretario general del Consejo de Europa. Para la ocasión, Marella lució un exquisito diseño de Balenciaga, mientras que Gianni, a pesar de haber sufrido un accidente automovilístico semanas antes, irradiaba elegancia con un esmoquin regio. Este matrimonio casi real unió a Marella con la familia más poderosa de Italia, con la cual tendría 12 casas y una fortuna incalculable.
A pesar de pertenecer a la alta sociedad y al mundo del lujo, Marella mantuvo su elegancia ligera y sin ostentaciones, heredada de su madre. Su matrimonio con Gianni Agnelli marcó el inicio de una vida llena de glamour, suntuosas villas, espléndidos coches, yates y fiestas, convirtiéndola en un ícono de estilo y sofisticación en la sociedad italiana.
Marella Agnelli fue conocida como "el último cisne" ("the last swan") , un apodo otorgado por el famoso escritor Truman Capote, quien también denominó a la hermana recién fallecida de Jackie Kennedy, Lee Radziwill, con el mismo sobrenombre. Este apelativo, "el último cisne", se convirtió en un símbolo de la elegancia, distinción y gracia que Marella representaba en la alta sociedad. A pesar de haberse sentido traicionada por Capote en cierto momento, Marella Agnelli llevó consigo este título con dignidad y estilo, reflejando la singularidad y la sofisticación que la caracterizaban. Su legado como "el último cisne" perdurará como un símbolo de la elegancia atemporal y la gracia inigualable que la distinguió a lo largo de su vida.

## Últimos años
Marella Agnelli pasó sus últimos años en su refugio en Marrakech, un riad en el que vivió hasta que su salud se volvió frágil, momento en el que prefirió trasladarse a Turín. Durante esta etapa, Marella continuó siendo un referente de elegancia y distinción, manteniendo su influencia en la sociedad italiana y en el mundo de la moda.
Tristemente, Marella Agnelli falleció en febrero de 2019 en Turín, dejando un gran vacío en la sociedad italiana y en el ámbito de la moda. Su legado perdurará como un ejemplo de sofisticación, humildad y estilo atemporal, que trasciende generaciones y continúa inspirando a aquellos que valoran la elegancia y la sencillez en un mundo lleno de opulencia y ostentación. Marella Caracciolo, la matriarca de los Agnelli, será recordada como un ícono de la elegancia italiana y como una figura emblemática en la historia de la alta sociedad.